# Transition (журнал)
transition (оригинальное название со строчной буквы; рус. переход) — ежемесячный, а впоследствии ежеквартальный международный журнал экспериментальной литературы, издававшийся в 1927—1938 годах в Париже поэтом американского происхождения Юджином Джоласом и его женой Марией Макдональд. В разные годы им помогали Эллиот Пол, Роберт Сейдж, Джеймс Джонсон Суини и другие авторы.

## История
Журнал, предоставлявший свои страницы представителям интернационального дадаизма, экспрессионизма и сюрреализма, распространялся в основном через книжную лавку Сильвии Бич «Шекспир и компания». Тираж журнала составлял 1000 экземпляров, плюс подписка. Всего было издано 27 номеров объёмом около 200 страниц каждый.
С журналом сотрудничали художники, скульпторы, литературные и художественные критики. На его страницах печатались главы романа Джойса «Поминки по Финнегану». В 1929 году был издан сборник новелл, публиковавшихся в журнале.

## Избранные авторы
- Арп, Жан
- Балль, Хуго
- Беккет, Сэмюэл
- Бенн, Готфрид
- Боулз, Пол
- Брайхер
- Бретон, Андре
- Гилберт, Стюарт
- Голль, Иван
- Грейвс, Роберт
- Деснос, Робер
- Джойс, Джеймс
- Дулитл, Хильда
- Дюшан, Марсель
- Жид, Андре
- Зервос, Кристиан
- Каули, Малькольм
- Кафка, Франц
- Колдер, Александр
- Крейн, Харт
- Леже, Фернан
- Лидин, Владимир Германович
- Мак-Лиш, Арчибальд
- Миро, Жоан
- Мишо, Анри
- Мохой-Надь, Ласло
- Пикассо, Пабло
- Рибмон-Дессень, Жорж
- Рильке, Райнер Мария
- Рэй, Ман
- Стайн, Гертруда
- Супо, Филипп
- Тихань, Лайош
- Томас, Дилан
- Тракль, Георг
- Уильямс, Уильям Карлос
- Фарг, Леон-Поль
- Федин, Константин Александрович
- Хемингуэй, Эрнест
- Хуан Грис
- Швиттерс, Курт
- Штрамм, Август
- Эйнштейн, Карл